# Casearia lifuana
Casearia lifuana är en videväxtart som beskrevs av Albert Ulrich Däniker. Casearia lifuana ingår i släktet Casearia och familjen videväxter. Inga underarter finns listade i Catalogue of Life.